# Antonio Casquín
Antonio Casquín es un poeta salvadoreño. Nació el 17 de diciembre de 1964 en la ciudad de Quezaltepeque, Departamento de La Libertad.

## Biografía
Nace y crece en el municipio de Quezaltepeque, La Libertad. Estudió la Licenciatura en Letras en la Universidad Centro Americana "José Simeón Cañas" unos años más tarde egresa de la Licenciatura en Ciencias Jurídicas de la Universidad de El Salvador sin poderse titular debido al conflicto armado. Militó en el partido FPL ahora parte del FMLN. Emerge en el mundo de la literatura durante el segundo lustro de la década de los ochenta en el Taller Literario Xibalbá, en el seno de la Universidad de El Salvador.
Herido en combate a los pocos meses de su militancia en noviembre de 1989, marcha al exilio a París. De regreso a El Salvador trabaja adhonorem en la integración de grupos y círculos de estudio literario con jóvenes de diferentes instituciones y municipios logrando, hacia 2005, la integración de la Generación de la Sangre a la que pertenecen actualmente nueve talleres y círculos literarios a nivel nacional: Teshcal, Amílcar Colocho, Deliracigarra, Tochtli, Tapayáhuit, CaMinaSilencio, Ceniza Primitiva, Don-aire, Xipet. Así lo afirma Tania Pleitez, en su estudio Literatura. Análisis de la expresión artística en El Salvador (pp. 159-160): "A partir del 2002, surgieron muchos talleres, grupos y círculos de jóvenes con nombre náhuatl, la mayoría dirigidos por Antonio Casquín, más tarde creador de La Generación de la Sangre, la cual está conformada por una decena de talleres literarios en Soyapango, Quezaltepeque y Los Planes de Renderos".

## Reconocimientos
- Mención de Honor, Certamen Reforma 89, Iglesia Luterana de El Salvador con su poemario Mesón, 1989;
- Mención de Honor Certamen Generación 89, Ministerio de Cultura, con su libro Confesión, 1989;
- Segundo Lugar, Certamen Roque Dalton Vive, organizado por la Juventud Roque Dalton, con su obra Exilio, 1993;
- Segundo Lugar, Juegos Florales de Santa Ana, con su poemario Salmo 151, 1995;
- Premio Único Estudiante 1998 promovido por el Centro de Asuntos Estudiantiles de la UCA y Editorial Alfaguara con su libro Tango de Boda, entre otros.

## Obras
- Confesión en el tiempo (El Salvador, 1988).
- De la Palabra al canto (El Salvador, 1988).
- Mesón (Editorial Criterio, El Salvador, 1990).
- Xibalbá (Publicaciones Serpientemplumada,El Salvador, 2010).